# علی جلیجو
علی جلیجو (متولد ۱۳ بهمن ۱۳۷۱) کشتی‌گیر، ورزش‌کار ورزش‌های باستانی ایرانی است. وی در ششمین دوره مسابقات زورخانه‌ای و کشتی پهلوانی قهرمانی آسیا در شهر تانوان فیلیپین برگزار شده بود موفق به کسب مدال نقره در وزن ۷۰ کیلوگرم شده است. وی عضو تیم‌ملی پهلوانی ایران نیز است.
علی جلیجو به عنوان سریع‌ترین ورزشکار زورخانه‌ای نیز شناخته میشود. جلیجو به عنوان عنوان مشاور رئیس فدراسیون در امور جوانان و قهرمانان ورزش‌ زورخانه‌ای و کشتی پهلوانی منصوب شده است.

## افتخارات
- بيش ٤٠ قهرماني در مسابقات كشوري
- ٢ نشان طلا در مسابقات اسيايي ٢٠١٤
- ٣  نشان طلا در مسابقات در مسابقات جهاني ٢٠١٦
- ٣ نشان طلا در مسابقات همبستگي كشورهاي اسلامي ٢٠١٧
- ٢ نشان طلا و يك نقره در مسابقات اسيايي ٢٠١٨